# OR52N2
OR52N2 (англ. Olfactory receptor family 52 subfamily N member 2) – білок, який кодується однойменним геном, розташованим у людей на короткому плечі 11-ї хромосоми. Довжина поліпептидного ланцюга білка становить 321 амінокислот, а молекулярна маса — 35 940.
| 10         |  | 20         |  | 30         |  | 40         |  | 50         |
| ---------- |  | ---------- |  | ---------- |  | ---------- |  | ---------- |
| MSGDNSSSLT |  | PGFFILNGVP |  | GLEATHIWIS |  | LPFCFMYIIA |  | VVGNCGLICL |
| ISHEEALHRP |  | MYYFLALLSF |  | TDVTLCTTMV |  | PNMLCIFWFN |  | LKEIDFNACL |
| AQMFFVHMLT |  | GMESGVLMLM |  | ALDRYVAICY |  | PLRYATILTN |  | PVIAKAGLAT |
| FLRNVMLIIP |  | FTLLTKRLPY |  | CRGNFIPHTY |  | CDHMSVAKVS |  | CGNFKVNAIY |
| GLMVALLIGV |  | FDICCISVSY |  | TMILQAVMSL |  | SSADARHKAF |  | STCTSHMCSI |
| VITYVAAFFT |  | FFTHRFVGHN |  | IPNHIHIIVA |  | NLYLLLPPTM |  | NPIVYGVKTK |
| QIQEGVIKFL |  | LGDKVSFTYD |  | K          |  |            |  |            |

A: Аланін

C: Цистеїн

D: Аспарагінова кислота

E: Глутамінова кислота

F: Фенілаланін

G: Гліцин

H: Гістидин

I: Ізолейцин

K: Лізин

L: Лейцин

M: Метіонін

N: Аспарагін

P: Пролін

Q: Глутамін

R: Аргінін

S: Серин

T: Треонін

V: Валін

W: Триптофан

Кодований геном білок за функціями належить до рецепторів, g-білокспряжених рецепторів, білків внутрішньоклітинного сигналінгу. 
Локалізований у клітинній мембрані.